# Proteste in Turchia del 2013
Le proteste in Turchia del 2013 sono una serie di manifestazioni di dissenso contro il governo di Recep Tayyip Erdoğan, avvenute tra il 28 maggio 2013 e il 30 agosto 2013.
Le proteste hanno avuto origine da un sit-in di una cinquantina di persone che manifestavano contro la costruzione di un centro commerciale al posto del parco di Gezi a Istanbul. Tale protesta ha avuto risonanza nazionale dopo che i manifestanti sono stati attaccati dalla polizia e ciò ha amplificato il motivo del dissenso verso istanze politiche più generali, dando infine vita a manifestazioni in tutto il Paese represse violentemente dal governo. L'indignazione causata da un uso sproporzionato della forza nei riguardi di un movimento essenzialmente pacifico, ha esteso il dissenso oltre i confini nazionali, con manifestazioni contro Erdoğan in paesi di tutto il mondo e la critica della comunità internazionale espressa anche per vie ufficiali, come nel caso dell'Unione europea, dell'ONU e degli Stati Uniti.
Le squadre antisommossa impiegate dal governo si sono contraddistinte per la brutalità degli interventi, con uso massiccio di spray al peperoncino su persone inermi, lanci di gas lacrimogeno ad altezza d'uomo e l'aggiunta di urticanti all'acqua dei TOMA, i camion muniti di idranti.
I manifestanti erano caratterizzati da una forte eterogeneità ideologica. In piazza scesero attivisti kemalisti, ambientalisti, socialisti, comunisti, anarchici, libertariani, femministi, attivisti per i diritti LGBT, nazionalisti e islamisti anticapitalisti, nonché numerose associazioni calcistiche quali l'UltrAslan e il Çarşı e associazioni politiche e sindacali. I protestanti non furono uniti da una leadership organizzata, anche se le fazioni alevite giocarono un ruolo fondamentale; gran parte dei manifestanti erano infatti aleviti, tanto che essi componevano il 78% degli arrestati.
La stragrande maggioranza dei partecipanti alle proteste era composto da giovani. Il 56% degli arrestati aveva tra i 18 e i 25 anni, il 26% tra i 26 e i 30 anni. Solo l'1% degli arrestati era ultraquarantenne. Metà erano donne. Il 25% era laureato e un ulteriore 36% era costituito da studenti universitari.
Il bilancio fu di 11 morti e oltre 8 163 feriti, rendendolo uno degli avvenimenti più drammatici della storia della Turchia moderna. Numerosissimi anche gli arresti, con blitz per arrestare avvocati e medici che assistevano i manifestanti. Secondo fonti governative, più di 900 persone sono state prese in custodia, in più di 90 manifestazioni in 48 province.

## Contesto
A partire dal 2011, il Partito della Giustizia e dello Sviluppo, guidato dal Primo ministro Recep Tayyip Erdoğan, ha iniziato a imporre restrizioni alle libertà di parola e di stampa, sui contenuti televisivi,  all'uso di internet, ha imposto il divieto di consumo di alcol, quello di aborto, e di riunirsi liberamente. È stato reintrodotto il reato di blasfemia e la possibilità per le donne di portare il velo islamico nelle università e nei luoghi pubblici (prima vietato). Nel 2012 è stata approvata dal parlamento una riforma nei programmi d'istruzione nelle scuole pubbliche primarie e superiori in spregio della legislazione kemalista, al fine di rafforzare i sempre più emergenti sostenitori dei principi islamici. La posizione del governo sulla guerra civile in Siria è un'altra causa delle tensioni sociali nel Paese.
Il governo è stato progressivamente percepito da alcuni gruppi di dissidenti e oppositori come sempre più orientato a reintrodurre i valori islamici nella politica e nella società, oltre che fortemente autoritario.
Nella regione turca del Mar Nero, vista come l'area più conservatrice del paese, dalla fine del 2011 si sono tenute decine di proteste contro il governo e relativamente alla costruzione di discariche di rifiuti, centrali nucleari, autostrade, fabbriche e dighe. Numerosi musicisti locali e attivisti turchi hanno invitato la cittadinanza a protestare per l'ambiente.

## Cronologia degli avvenimenti

### Occupazione del parco di Gezi

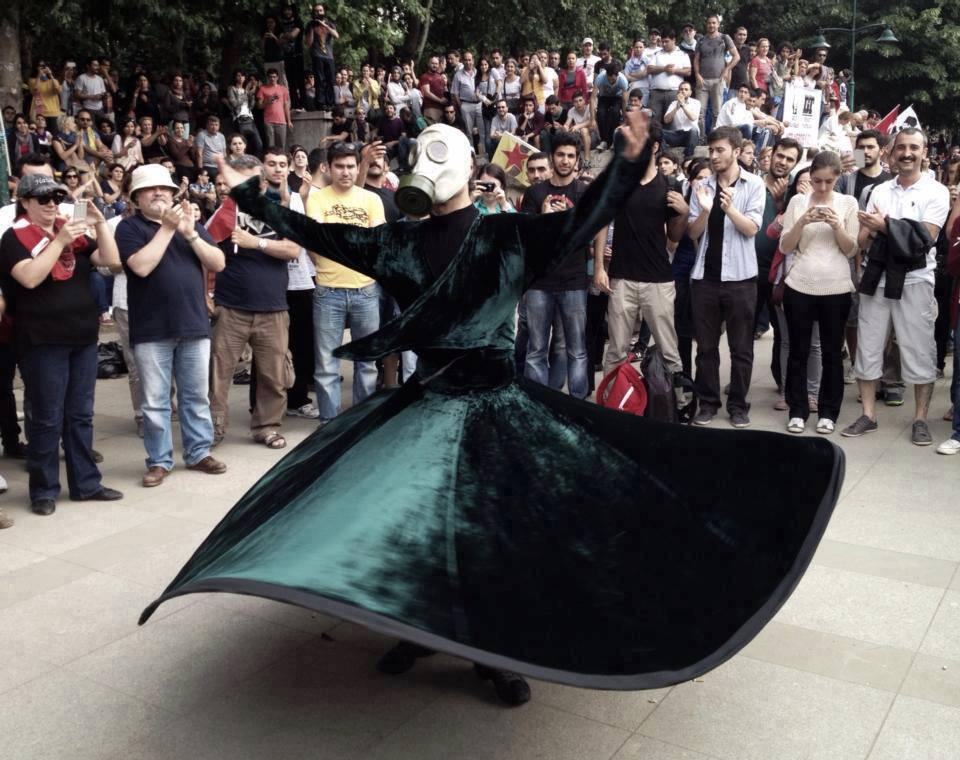
Un sufi protesta con la maschera a gas

La causa principale della protesta è la proposta di rimozione del parco di Gezi, uno dei pochi spazi verdi presenti nella parte europea di Istanbul. Al suo posto avrebbe dovuto essere costruita una ricostruzione in stile ottomano della Caserma Militare di Taksim, demolita nel 1940. Il piano terra del nuovo edificio ricostruito avrebbe dovuto ospitare un centro commerciale, i piani superiori degli appartamenti di lusso.
Nell'aprile 2013 ha inizio un movimento di protesta contro questo progetto e il 28 maggio 2013 una cinquantina di ambientalisti installa tende da campeggio nel parco con lo scopo di occuparlo.
Il 30 maggio 2013 la polizia effettua un primo blitz, ma i manifestanti lanciano on-line appelli di rinforzo e la notte ai presenti si aggiungono altri manifestanti per campeggiare al Parco di Gezi.
Il 31 maggio 2013, la polizia attacca i manifestanti con gas lacrimogeni e idranti, arrestando almeno 60 dimostranti e ferendo centinaia di persone. L'azione di polizia riceve grande attenzione in Internet, soprattutto nei social media, provocando l'indignazione di moltissimi cittadini turchi. I manifestanti organizzati, riuniti in Istiklal Caddesi, Viale dell'indipendenza, vengono raggiunti da migliaia di altri cittadini nella notte del 31 maggio 2013.

### Primi giorni di giugno

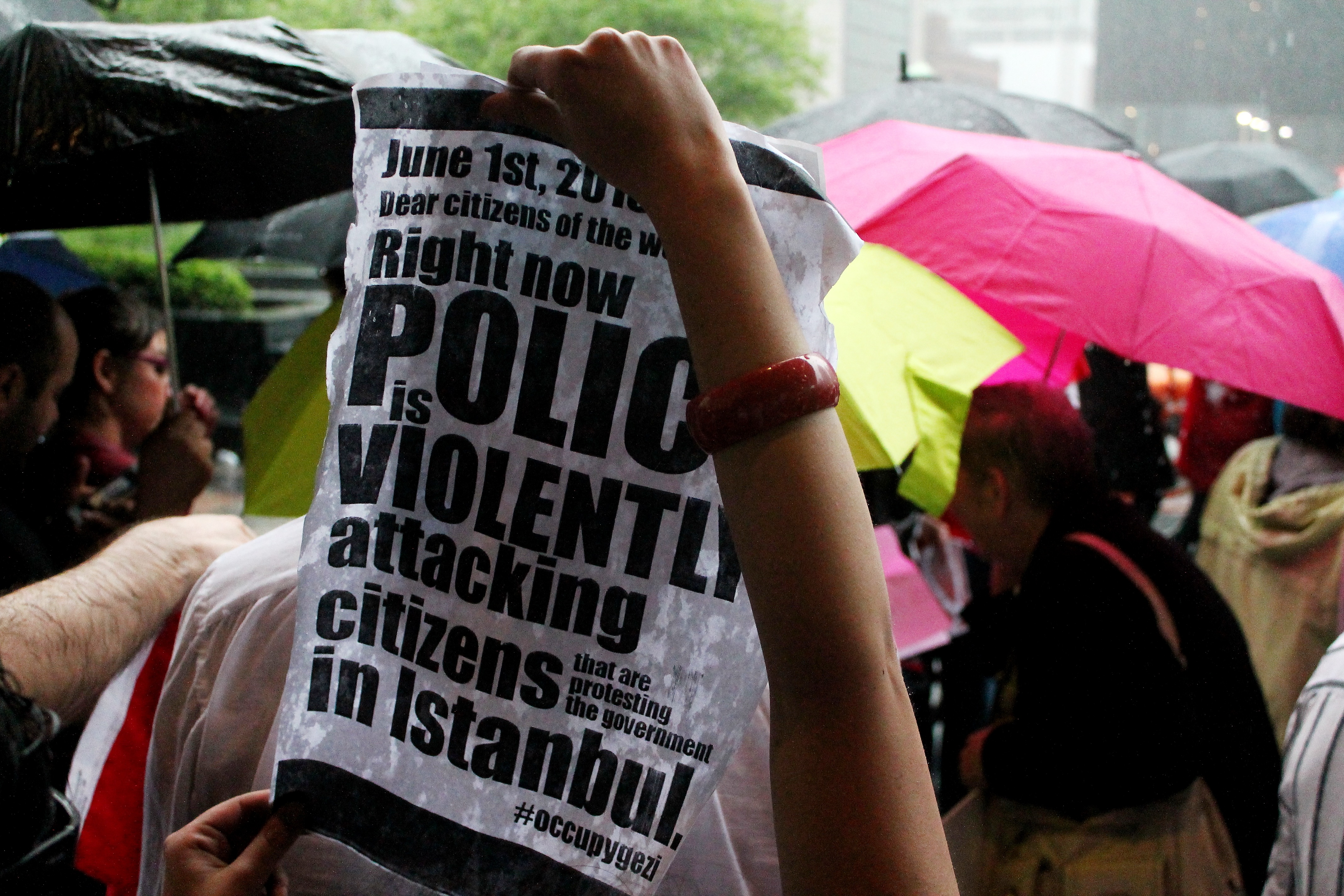
Chicago: Dear citizen of the world! Right now Police is violently attacking citizens that are protesting the government in Istanbul.

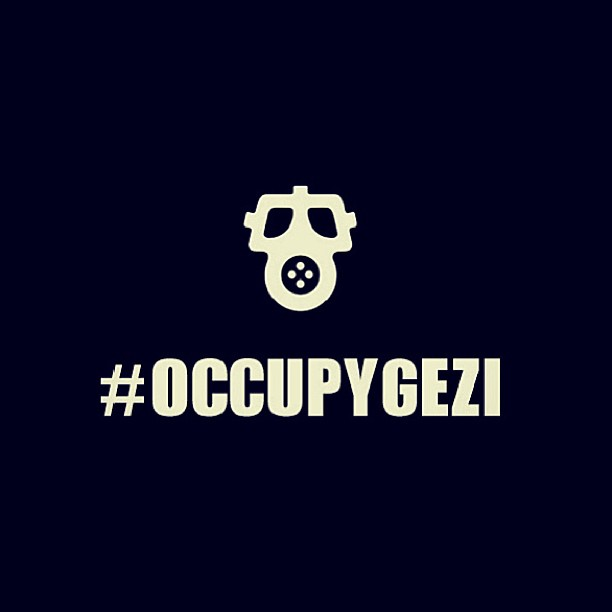
Alcuni manifestanti si sono riconosciuti nel movimento #OccupyGezi

Il fenomeno di protesta si allarga sempre di più nei primi giorni di giugno, coinvolgendo gran parte della società civile. Piazza Taksim ed il parco di Gezi diventano un simbolo sempre più forte della protesta, e, il 1º giugno 2013 migliaia di persone si mobilitano e da Kadıköy, la parte asiatica della città, attraversano a piedi il ponte sul Bosforo per raggiungere i manifestanti.
La sproporzione nel reprimere le folle è tale che addirittura il vice-primo ministro Bülent Arınç rilascia dichiarazioni in cui critica l'uso dei lacrimogeni, e il presidente Abdullah Gül dichiara che la protesta sta raggiungendo livelli preoccupanti. Erdoğan intanto si esibisce in un delirante intervento in televisione sostenendo che "quando loro riuniscono 20 persone, io ne chiamerò 200 000 Quando loro ne portano 100 000, io ne avrò un milione".
Sono sempre del 1º giugno 2013 le prime manifestazioni ad Ankara e Antalya, a cui la polizia reagisce con inaudita violenza.
Filmati degli interventi della polizia iniziano a circolare e il 2 giugno 2013, per cui il presidente Gül interviene per moderarla, ottenendo che il ministro degli Interni Muammer Güler permetta agli occupanti di rientrare a Taksim.
Lo stesso giorno però, a Smirne, la polizia disperde con la forza una folla che, riunitasi per protestare, ma anche per pulire le strade dai rifiuti del giorno prima, era cresciuta nell'arco della giornata fino a contare diverse migliaia di cittadini fra cui anche il governatore dell'area metropolitana di Smirne, Aziz Kocaoğlu. Numerosi i danni alle vetrine di negozi a causa dell'uso di idranti e dei lacrimogeni, segnalati anche diversi casi di uso della forza contro minorenni inermi.
Ad Ankara, dopo una giornata di lotte con la polizia, decine di migliaia di manifestanti riescono ad occupare Kızılay Square ed iniziano ad innalzare barricate. Una macchina si schianta sulla folla nella piazza uccidendo un manifestante, si sospetta che alla guida ci fosse un vigile.
A Istanbul le forze di polizia impediscono il passaggio del ponte sul Bosforo da parte delle migliaia di persone che, dalla parte asiatica della città, vogliono unirsi ai manifestanti di Taksim.
Abdüllatif Şener, cofondatore dell'AKP (il partito di Erdoğan), ed ex vice-ministro di Erdoğan, interviene dal vivo in una trasmissione di Halk TV il 3 giugno, criticando fortemente la maniera in cui i membri del suo ex-partito ed in particolare Erdoğan stanno affrontando il problema. Nell'intervento Şener si schiera di fatto con i manifestanti, dichiarando che alla base della costruzione del centro commerciale nel parco di Gezi ci sono sicuramente oscuri interessi personali del Primo ministro e che "è tipico di Recep Tayyip Erdoğan scappare", in riferimento alla notizia che urgenti impegni diplomatici lo porteranno all'estero per tre giorni.
Sempre il 3 giugno 2013, la moschea di Dolmabahçe inizia ad accogliere i manifestanti feriti o intossicati dal gas e medici che li assistono, trasformandosi in un improvvisato ospedale. La moschea diventa oggetto di grande polemica nei discorsi pubblici di Erdoğan, in cui a più riprese, in un deliro crescente, il primo ministro dichiara che i manifestanti l'hanno invasa con birre in mano e scarpe ai piedi senza alcun rispetto verso le regole dell'islam. La tesi viene rigettata fermamente dall' imam della moschea che dichiara che nessuno è entrato con le birre in mano.
Lo stesso giorno ad Antakya muore un giovane di 22 anni, Abdullah Cömert, a causa di un colpo alla testa. È la seconda vittima dall'inizio delle proteste.

### Erdoğan lascia il paese per tre giorni
Il 3 giugno 2013 Erdoğan parte per tre giorni per una serie d'incontri diplomatici in Nordafrica. Bülent Arınç, vice-ministro di Erdoğan, che in sua assenza ne fa le veci, si scusa per l'eccesso di violenza all'inizio della protesta, ma non per quella legati agli ultimi eventi.
Ad Antakya la morte di Cömert causa un fortissimo aumento delle proteste, con decine di migliaia di persone che si riversano per la strada a portarne la bara. La rabbia esplode quando la polizia impiega i lacrimogeni per disperdere la folla, in'escalation che spinge il governo di Erdogan a richiedere l'intervento di mezzi armati dell'esercito.
A Smirne la polizia effettua retate in cui arresta una quarantina di persone accusate di aver incitato persone ad unirsi alle proteste via twitter ed altri social media.
Il 5 giugno 2013 diversi sindacati indicono uno sciopero generale, aggiungendo ai manifestanti una massa consistente di lavoratori di diverse categorie, avvocati, insegnanti e pubblica amministrazione in testa. Piazza Taksim alla vigilia del ritorno di Erdoğan raggiunge il massimo di manifestanti dall'inizio delle proteste. Nel parco di Gezi intanto la gente ha iniziato a formare infrastrutture quali cucina, un pronto soccorso e nel corso dei giorni il luogo si svilupperà sempre di più fino ad ospitare un barbiere, un pianoforte a coda su cui si esibiscono vari artisti ed altri eventi d'intrattenimento. L'atmosfera nonostante le continue notizie dei brutali interventi della polizia in tutto il paese si mantiene sempre festiva e calma.

### Ritorno di Erdoğan
Erdoğan torna il 6 giugno 2013, accolto da una folla di migliaia di persone sostenitori dell'AKP.

### Tentativi di mediazione
Il 10 giugno 2013, il vice primo ministro Arinc dichiara che Erdogan è disposto a incontrare rappresentanti dei movimenti di protesta la sera del 13 giugno 2013. L'incontro ha luogo, e il Primo ministro dichiara di volersi rimettere alla sentenza della magistratura a cui si sono appellati gli oppositori della demolizione del parco, proponendo inoltre un referendum. Un altro incontro avviene lo stesso giorno tra Huseyin Avni Mutlu ed altri manifestanti. Sembrerebbe che ci siano le premesse per allentare la tensione ma gli avvenimenti che seguono l'incontro fanno precipitare nuovamente la situazione

## "Ciapullatore"

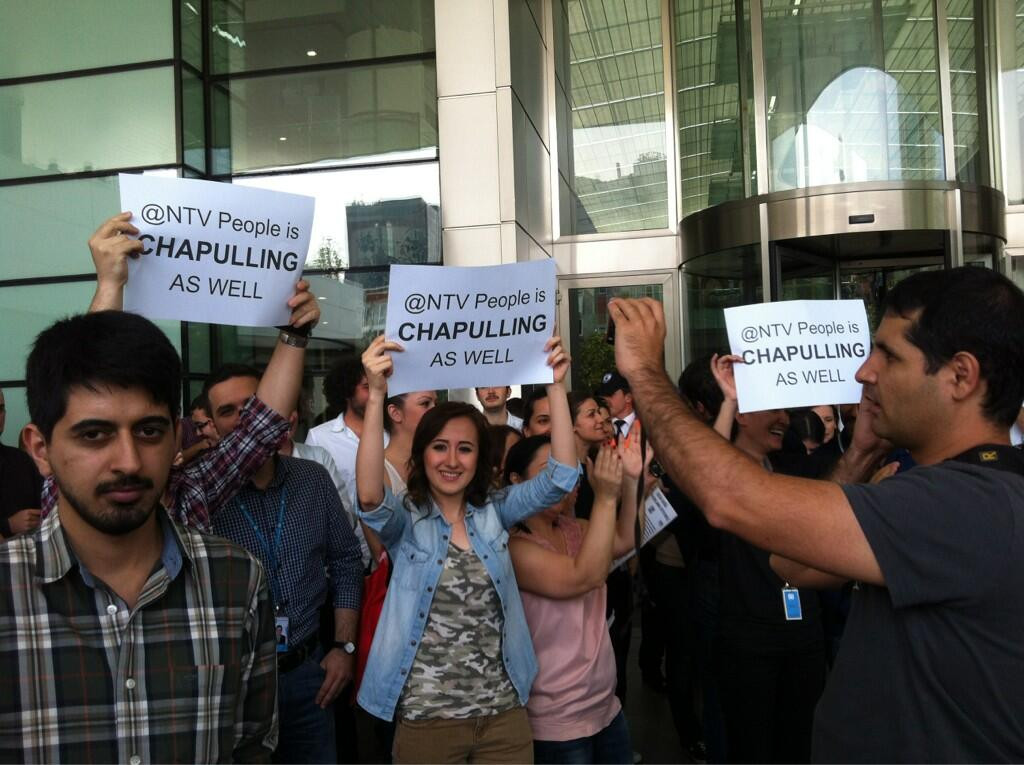
Lavoratori di un'emittente d'informazione ostentano il loro essere "ciapullatori".

Ciapullatore è un neologismo utilizzato durante le proteste. Esso deriva dal ricorso al termine turco "çapulcu" fatto dal Primo ministro Erdoğan per stigmatizzare in maniera spregiativa i manifestanti. La parola è stata ben presto adottata e riadattata dai manifestanti e dagli attivisti on-line col nuovo significato di "attivista per i diritti della persona".

### Erdoğan ribadisce la propria linea politica di chiusura al dialogo
Il Primo ministro Recep Tayyip Erdoğan ha affermato durante un discorso, riferendosi ai manifestanti: "Non possiamo solo rimanere a guardare alcuni "çapulcu" che fomentano il nostro popolo. [...] Sì, costruiremo anche una moschea. Non ho bisogno di permessi per questo, né del Presidente del Partito Repubblicano del Popolo (CHP), né di pochi çapulcu. Ho già ricevuto il permesso dal cinquanta per cento dei cittadini che ci hanno eletto come partito di governo".

### Riappropriazione
I manifestanti hanno ben presto deciso di riappropriarsi del termine, e cominciato a definire se stessi, çapulcu. In pochi giorni, il termine, che ha di solito un'accezione negativa, ne ha assunta una positiva, di auto-identificazione. Dimostranti al Parco di Gezi provenienti da vari Paesi hanno postato nei social media loro foto con cartelli scritti nella propria lingua, come: "Sono un ciapullatore". Anche il critico, linguista e filosofo statunitense Noam Chomsky ha dato il proprio sostegno al movimento, che si è definito come un chapuller, registrando il messaggio che "tutto il mondo è Taksim, è ovunque resistenza". Anche Cem Boyner, Presidente del Boyner Group, ha fornito il proprio sostegno al movimento, mostrandosi con uno striscione.
Nel giugno 2013, la stampa turca riporta la notizia che l'Associazione per la promozione della lingua turca (Türk Dil Kurumu), che cura il dizionario ufficiale turco, avrebbe scelto di rivedere la definizione del lemma "çapulcu", introducendo in risposta agli avvenimenti la connotazione di "ribelle" al posto di quella di "saccheggiatore". L'associazione risponde alle accuse sostenendo che la definizione di "çapulcu" era già stata rivista nel 2011, ben prima delle proteste.